# NGC 1129
NGC 1129 est une très vaste galaxie elliptique située dans la constellation de Persée. NGC 1129 est découverte par l'astronome germano-britannique William Herschel en 1786.

## Caractéristiques
Sa vitesse par rapport au fond diffus cosmologique est de 5 052 ± 19 km/s, ce qui correspond à une distance de Hubble de 74,5 ± 5,2 Mpc (∼243 millions d'al).
En raison d'une brillance de surface égale à 14,36 mag/am2, on peut qualifier NGC 1129 de galaxie à faible brillance de surface (LSB en anglais pour low surface brightness). Les galaxies LSB sont des galaxies diffuses (D) avec une brillance de surface inférieure de moins d'une magnitude à celle du ciel nocturne ambiant.

## Supernova
La supernova SN 2007ke est découverte dans NGC 1129 le 24 septembre 2007 par J. Chu et W. Li. dans le cadre du programme LOSS (Lick Observatory Supernova Search) de l'observatoire Lick. Cette supernova est de type Ic.